# Berberis asiatica
Berberis asiatica là một loài thực vật có hoa trong họ Hoàng mộc. Loài này được Roxb. ex DC. mô tả khoa học đầu tiên năm 1821.